# Tristão Garcia
Tristão Julio Garcia dos Santos (Santana do Livramento, 1958),  é um engenheiro brasileiro, nacionalmente conhecido por coletar dados estatísticos a fim de avaliar as chances de classificação e rebaixamento de equipes em campeonatos nacionais para jornais de todo o Brasil.

## Biografia
Exerce suas atividades profissionais na Escola de Engenharia da Universidade Federal do Rio Grande do Sul (UFRGS) e se tornou referência na área esportiva desde o final dos anos 1990.
É formado em Engenharia Eletrônica - pós-graduado em Sistemas de Controle -, em Engenharia Civil - pós graduado em Estruturas - , em Engenharia Elétrica e em Direito, e vem dedicando anos de seus estudos ao futebol.
Sua primeira contribuição foi a criação da Tabela de Pontos Ganhos Corrigidos no Brasileirão 99, que permitiu aos leitores de O Globo, Jornal do Brasil, O Estado de S. Paulo, Zero Hora, Gazeta do Povo, Extra e outros, acompanhar a luta para escapar do rebaixamento.
Já em meados da década de 2000, criou diversos modelos de análise matemático-computacional aplicados a diversas outras competições, tais como Copa do Mundo, eliminatórias, Libertadores da América, Campeonato Brasileiro de Futebol, campeonatos estaduais de São Paulo, Rio de Janeiro, etc.
Tristão Garcia é também tenista amador de primeira classe da Federação Gaúcha de Tênis, com diversos títulos conquistados.

## Polêmica com desrespeito a alunos
Em setembro de 2021, foi divulgada gravação de aula remota da UFRGS ministrada por Tristão Garcia em 24 de agosto do mesmo ano em que ele grita com um estudante durante uma explicação, o que motivou a abertura de um processo administrativo pela Escola de Engenharia da universidade.